# Андреевское (Александровский район)
Андреевское — село в Александровском районе Владимирской области России. Административный центр Андреевского сельского поселения.

## География
Расположено примерно в 15 км восточнее от города Александров.
По центральной улице села проходит региональная дорога Р75 «Александров — Владимир».
Ближайшие деревни в пределах 5 км:
- по северной стороне — Никольское, Новинки, Кишкино, Козлаково;
- по южной стороне — Прокофьево, Новосёлка, Зиновьево, Ирково.

В селе находится несколько улиц, и расположены:
- Администрация Андреевского сельского поселения,
- Муниципальное общеобразовательное учреждение «Андреевская школа № 30», в которой учатся 240 человек,
- Детский сад № 14,
- Андреевская врачебная амбулатория,
- Почтовое отделение связи «Почты России» № 601612,
- Сберкасса Сбербанка России № 1574/04,
- Сельхозпредприятие — СПК «Андреевский»[2].

## История
Село было основано во время правления царя Ивана Грозного.
Во времена, когда центром Опричнины стала Александровская слобода — новая резиденция Ивана Грозного (с 1565 года).
В центре села, не позже XVI века, был построен храм и освящен в честь свт. Николая Чудотворца.
В 1828 году храм был выстроен из кирпича.
В трапезной храма помещался тёплый Пятницкий придел.
В середине XX века храм был сломан и на его фундаменте было построено деревянное здание сельского клуба, которое сегодня заброшено и не используется.
Недалеко от места бывшего храма существует действующее сельское кладбище.
До революции село являлось центром Андреевской волости Александровского уезда.

## Население
| 1859 | 1905 | 1926 | 2002  | 2010  | 2021 |
| ---- | ---- | ---- | ----- | ----- | ---- |
| 253  | ↗309 | ↗378 | ↗1032 | ↗1062 | ↘937 |

## Достопримечательности

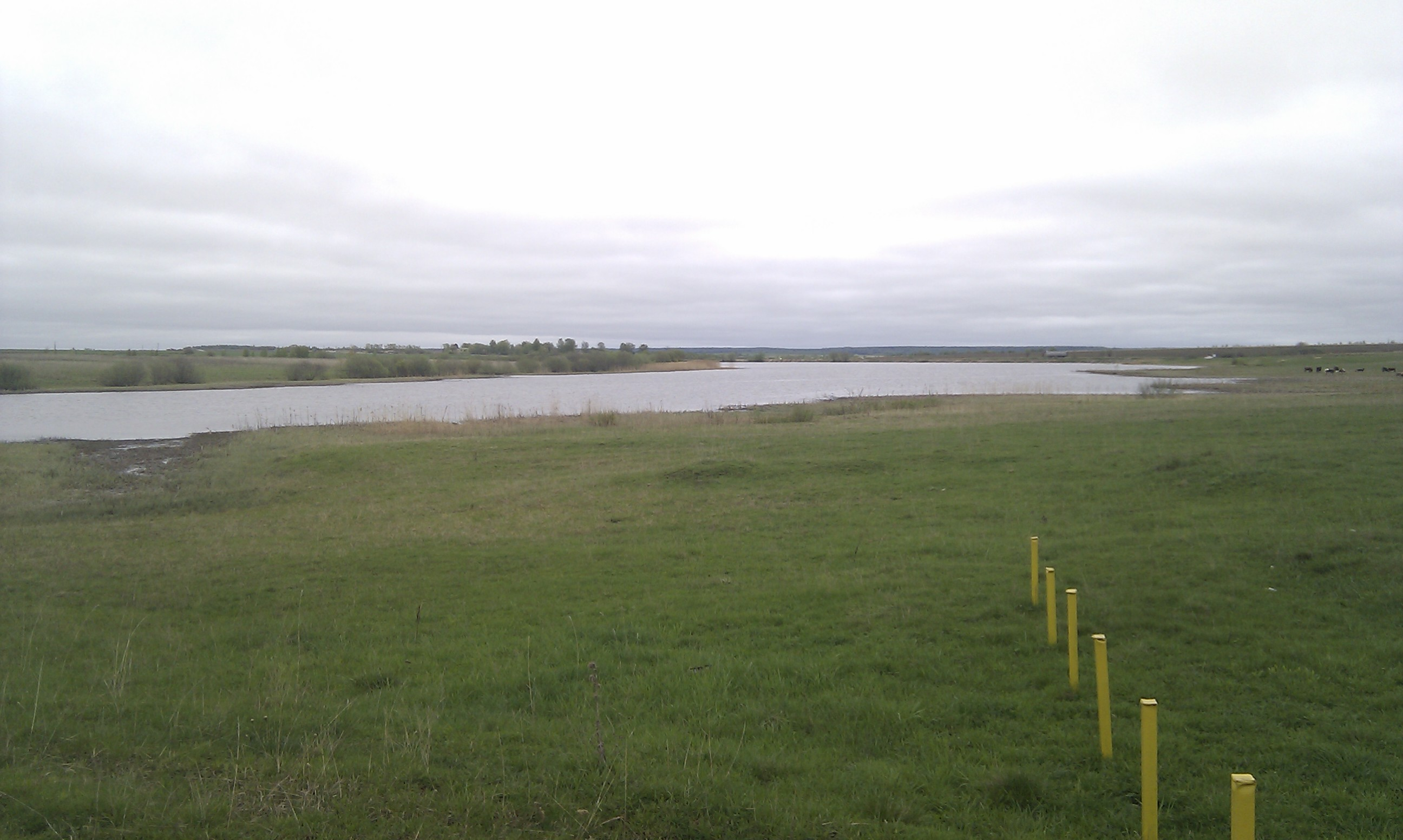
Запруда на реке Куница вблизи села Андреевское

Примерно в 1 км за селом на реке Куница находится глубокая русловая запруда с двумя бетонными плотинами (старой плотиной и новой). На реке Куница в Советское время был запружен глубокий овраг, так что глубины современной запруды могут доходит до 20 и более метров. Запруда создавалась для организации системы полива окрестных сельскохозяйственных угодий. В запруде водятся различные сорта речных рыб: крупные щуки, судаки, лещи, окуни и т. д. С 2009 года данная запруда передана в пользование Общественной организации рыболовов-любителей «Живая вода» для организации любительского и спортивного рыболовства.
В административном центре села Андреевское 30 июля 2021 года состоялось открытие художественной композиции «Древо семьи». Автор - Александр Варава.

## Транспорт
С районным и областным центром село связано автомобильным сообщением по региональной дороге Р75 «Александров — Владимир». По дороге регулярно проходят рейсовые автобусы, которые делают две остановки — в центре и на окраине села.